# Світовий океан

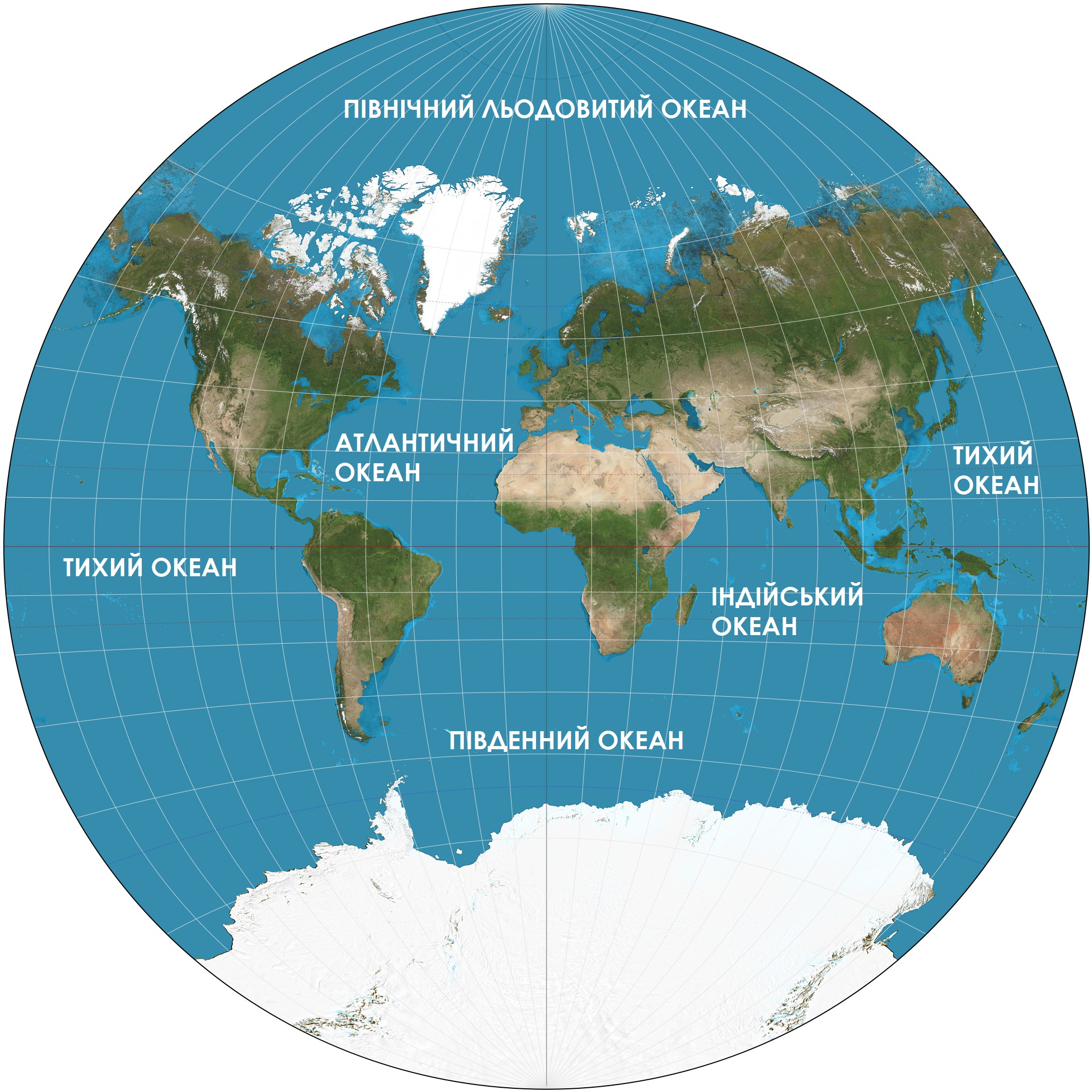
Світовий океан (проєкція Ван дер Ґрінтена)

48°52′01″ пд. ш. 123°22′59″ зх. д. / 48.867° пд. ш. 123.383° зх. д.
Світови́й океа́н (англ. World Ocean, нім. Weltmeer) — водна оболонка Землі, основна частина гідросфери, яка омиває всі материки та острови і займає близько 70,8 % поверхні земної кулі. Середня глибина Світового океану — 3795 м, найбільша — 11022 м (Маріанська западина в Тихому океані). Загальний об'єм води — 1340—1370 млн км³.

## Поділ
Поверхня Світового океану поділяється на різні за площею умовні акваторії: чотири океани, десятки морів, численні затоки й протоки.
Світовий океан поділяється на 4 головні частини: Тихий океан, Атлантичний океан, Індійський океан, Північний Льодовитий океан. Міжнародна гідрографічна організація з 1918 по 1953 роки виділяла Південний океан (води Світового океану на південь від 60° пд. ш.). У проєкті 4-го видання «Меж океанів і морів» 2002 року було запропоновано відновити Південний океан, але ця редакція, через ряд не пов'язаних із цим питанням топонімічних суперечок, не була досі офіційно затверджена.
- Межі океанів [b]

Межі океанів
Поділ Світового океану на окремі океани
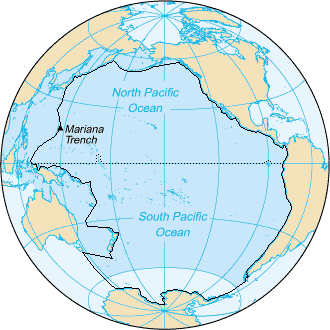
Тихий (Пацифіка)
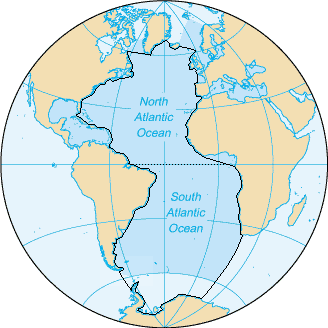
Атлантичний (Атлантика)
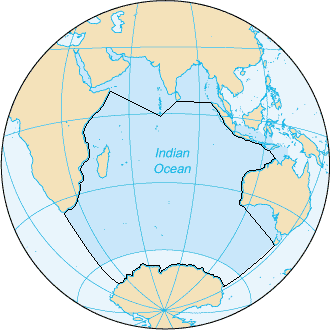
Індійський
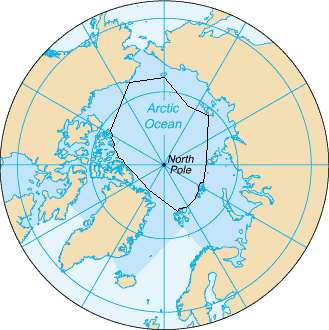
Північний Льодовитий (Арктичний)

Рада з географічних назв США використовує назву окремого Південного океану з 1999 року, а в лютому 2021 року американське Національне управління океанічних і атмосферних досліджень офіційно визнало Південний океан окремим від інших.

## Дно океану
Дно океану утворює земна кора океанічного типу товщиною 8-10 км, в якій відсутній гранітно-метаморфічний шар. Ложе океану складене базальтами; на них розташовується чохол глибоководних осадів, потужність яких зменшується, а підошва омолоджується в напрямку до серединно-океанічних хребтів. Найбільш давні з відомих осадів дна Світового океану належать до юри.

### Рельєф океанічного дна
За геоморфологічними і геологічними особливостями у Світовому океані виділяють підводну околицю материків (шельф, материковий схил і материкове підніжжя), перехідні зони від океану до материків, зокрема системи острівних дуг; ложе океану та серединно-океанічні хребти.

### Морські ґрунти
Сучасне осадоутворення (загалом близько 290-30 млрд т/рік) у Світовому океані обумовлюється:
- твердим стоком річок (18,53 млрд т/рік),
- стоком розчинених речовин (3,2 млрд т/рік),
- біогенними осадами (1,7-1,8 млрд т/рік),
- еоловим матеріалом (~1,6 млрд т/рік),
- льодовиковим стоком (1,5 млрд т/рік),
- абразією берегів та дна (0,5 млрд т/рік),
- космогенним матеріалом (0,01–0,08 млрд т/рік).

## Береги
Межа між сушею та морем є доволі складним з точки зору геології місцем. Прибережна зона знаходиться під водою, але вона геологічно активна завдяки потокам води, що приносять подрібнені гірські породи, розчинені речовини, які утворюють осадові породи. В гирлах великих річкових систем, де вони вливаються в океан, рух подрібнених порід зумовлює появу підводних каньйонів. Також у гирлах формуються віялоподібні відкладення. На берегах водною ерозією утворюється галька та пісок, які формують пляжі. Хвилі здіймають пісок у зоні прибою та переміщують його вздовж берега. Потім вітри можуть формувати з нього узбережні дюни. Осідаючи в менш рухливій воді, пісок формує коси.

### Захист берегів
Для захисту берегової лінії або акваторії порту від хвиль, плинів льоду й наносів будуються хвилевідбійні стінки, хвилерізи, береги вкриваються бетонними плитами.

## Генезис
Перші океани могли утворитися ще 4,4 млрд років тому. Світовий океан виник близько 3,8 млрд років тому внаслідок конденсації водяної пари в атмосфері первісної Землі при її охолодженні. Коли вода стікала у великі западини на поверхні Землі, виник первісний постійний світовий океан. На ранніх етапах (4-3 млрд років тому), коли температура стабілізувалася, світовий океан, можливо, вкривав до 90% площі Землі, або і всю поверхню, позаяк водоємність мантії планети була нижчою, ніж зараз. Пізніше мантія поглинула до половини об'єму світового океану.
Близько 3,3 млрд років тому стала розрізнятися океанічна та материкова кора Землі. Щільніша і тонша океанічна кора зумовила утворення западин, які постійно вміщували океан. Від 3 млрд років тому до приблизно 600 млн років тому світовий океан був зеленим через ціанобактерії. Внаслідок розколу стародавніх континентів утворювалися нові океани, такі, як Атлантичний.

## Морська вода

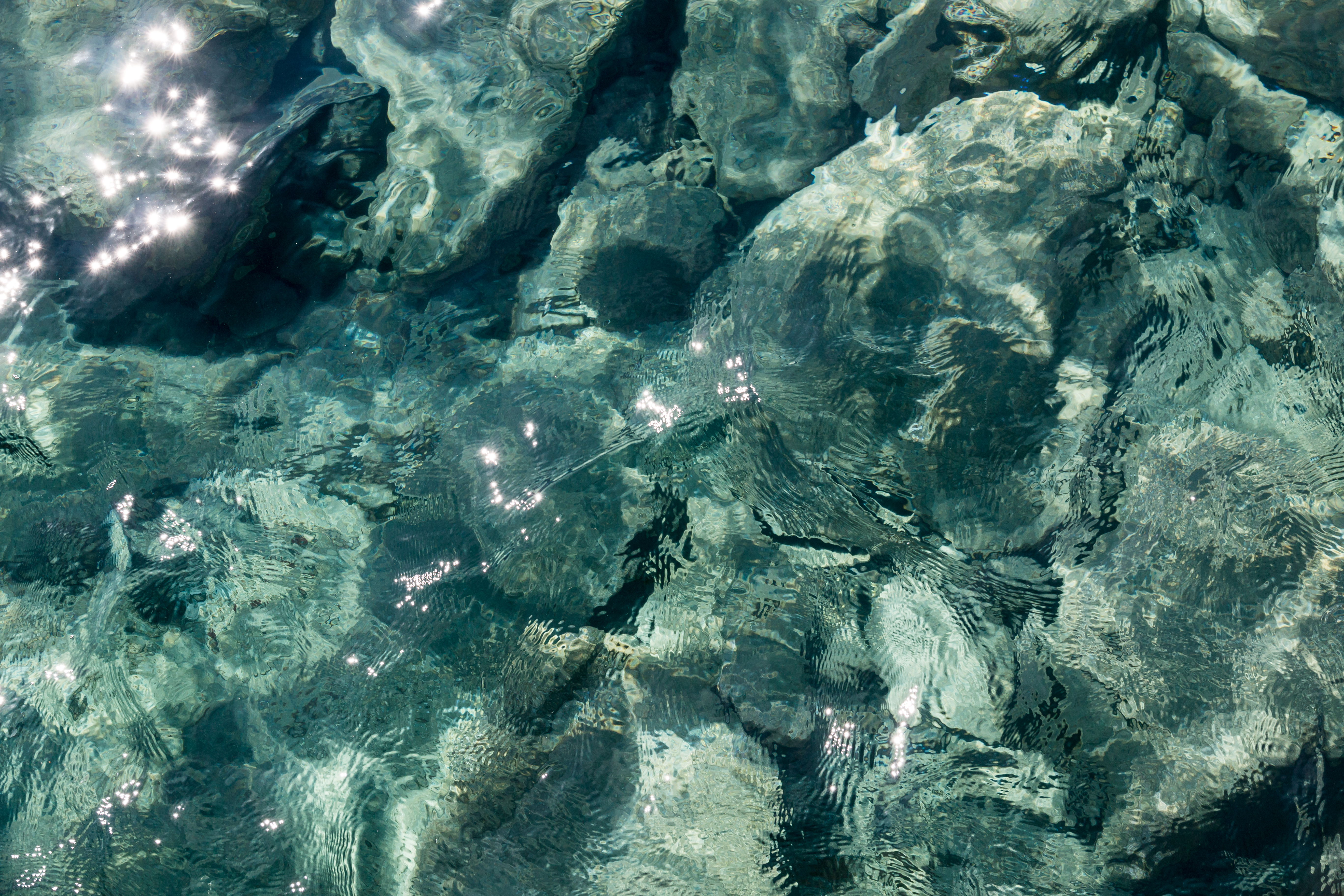
Оптичні ефекти води на мілководді

### Оптичні властивості
Вода прозора для електромагнітного випромінювання видимого спектру. Однак, потрапляючи у воду, видиме світло піддається як заломленню, так і ослабленню. На показник заломлення впливають солоність і температура води. Він зростає зі збільшенням солоності та зниженням температури. Частина променистої енергії Сонця відбивається від поверхні океану. Та, що проникає крізь поверхню води, послаблюється шляхом поглинання та перетворення на інші форми енергії, такі як тепло, яке нагріває або випаровує воду.
У найчистіших океанських водах лише близько 1 % поверхневого випромінювання залишається на глибині 150 м. Сонячне світло не проникає нижче 1000 м.

### Хімічний склад
Вода Світового океану має приблизно однаковий сольовий склад (99,2 % — йони Na+, Mg+2, K+, Ca+2, Cl-, S−2). Середня концентрація соляного розчину 35 г/л (тільки в Червоному морі — 41,8 %).
Останні 1,5 млрд років склад води світового океану суттєво не змінювався.

### Температура
Пересічна річна температура поверхневих вод Світового океану +17,5 °С, біля екватора +28 °C, у полярних широтах -1,5…-1,9 °C. На глибині розподіл температури визначається процесами горизонтальної та вертикальної циркуляції вод. У придонному шарі температура води практично незмінна +1,4…+1,8 °C, у полярних широтах — нижче 0 °C.
У новому дослідженні вчених вказано, що за останні 15 років Земля накопичила майже стільки ж тепла, скільки за попередні 45 років, причому більша частина додаткової енергії пішла в океани. Так, наприклад, у березні 2023 року, температура морської поверхні біля східного узбережжя Північної Америки була на 13,8 °C вищою за середній показник 1981-2011 років.
На початку квітня 2023 року, Національне управління океанічних і атмосферних досліджень США (NОАА) зафіксувало, що температура поверхні Світового океану виявилася на рекордно високому рівні. Світовий океан потеплів до 21,1 °С. Попередній рекорд 21 °С був встановлений у 2016 році. Експерти також зазначили, що у майбутньому потепління підвищить ризик екстремальних погодних умов та призведе до нових теплових рекордів.

### Густина
Густина поверхневої морської води коливається приблизно від 1020 до 1029 кг/м3, залежно від температури та солоності. При температурі 25 °C, солоності 35 г/кг та тиску 1 атм густина морської води становить 1023,6 кг/м3. Глибоко в океані, під високим тиском, морська вода може досягати густини 1050 кг/м3 і більше. Густина морської води також змінюється залежно від солоності. Густина типового розсолу морської води із солоністю 120 г/кг при 25 °C та атмосферному тиску становить 1088 кг/м3.

### Водні маси
Водна маса – це об'єм води спільного походження, фізичні властивості якого відрізняються від властивостей навколишньої води та який виник у певному регіоні океану. Океанографи зазвичай поділяють водні маси загалом на поверхневі, проміжні та глибоководні. В океанічних течіях, морях, формуються окремі водні маси.

## Водний баланс

### Рівень вод Світового океану
Зміна рівня світового океану в довгострокові терміни визначається двома головними факторами: надходженням води внаслідок танення льодів і розширенням морської води в міру її нагрівання. Добові коливання зумовлюються припливами та відпливами.
Під час тривалих льодовикових періодів значні обсяги світового океану замерзають. Це призводить до зменшення об'єму рідкої води і зниження рівня світового океану. Впродовж минулих 125 тис. років, унаслідок змін кількості морського льоду, рівень світового океану змінювався від -130 м до +8 м, порівняно з сучасним. Це відіграло значну роль у міграціях первісних людей, оскільки між віддаленими регіонами суші утворювалося сухопутне сполучення; а також може спричинити майбутні міграції через затоплення заселених узбережь.
З 1880 року рівень світового океану зріс на 21-24 см. У деяких місцевостях зростання більше з причини просідання дна і берегів унаслідок ерозії чи видобутку підземної нафти. До 2100 року середній рівень очікувано зросте на 60 см, порівняно з 2000 роком.

## Водна динаміка

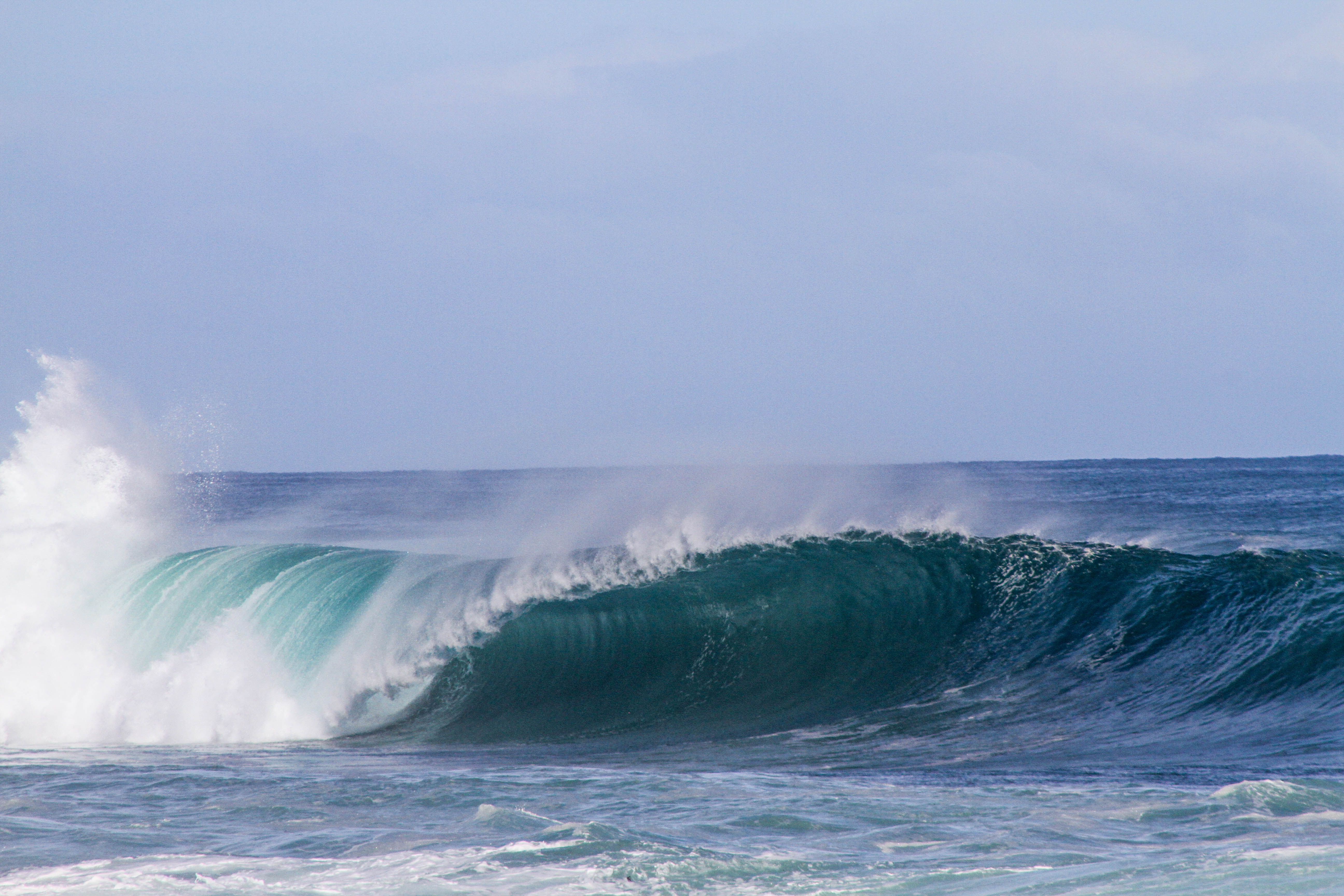
Хвиля у морі

Динаміка вод Світового океану зумовлена різними факторами (космічними, атмосферними, тектонічними) і проявляється у формі хвиль, течій, припливів та відпливів, тощо. В червні 2023 року, вчені NASA повідомили, що води у Світовому океані з кожним роком стає більше, а за останні 30 років рівень океану піднявся більш ніж на 9 сантиметрів.

### Термогалінна циркуляція
Термогалінна циркуляція відбувається через зміни температури води та її солоності. Зменшення солоності води відбувається в окремих частинах океану внаслідок надходження прісної води від випадання опадів, впадання річок і танення льоду. Зміна густини поверхневих вод за рахунок дії архімедових сил приводить до опускання або піднімання водних мас.

### Морські течії
Морські течії — це поступальні рухи водних мас у певному напрямку на великі відстані в океанах і морях, обумовлені вітром, гравітаційними причинами, різною щільністю води. Існують поверхневі та глибинні течії. Вони переносять тепло та речовини, чим суттєво впливають на клімат і біосферу.

### Хвилювання
Хвилі на поверхні та в товщі води утворюються внаслідок вітру, землетрусів, руху в ній великих об'єктів. Вітрові хвилі спостерігаються тільки в верхньому шарі до глибини 50-60 м. Морські хвилі зумовлюють ерозію берега та утворення з гірських порід піску.

#### Цунамі
Цунамі — це  хвилі, що утворюються унаслідок землетрусів чи вивержень вулканів на дні Світового океану або падіння великих об'єктів у товщу води (зсувів ґрунту, астероїдних ударів). Головна відмінність цунамі від інших видів хвиль на воді полягає в тому, що рухається вся товща води, а не лише приповерховий шар. Під час виходу на мілину біля берега висота цунамі може сягнути десятків метрів. Цунамі спостерігаються в багатьох місцях Земної кулі, але найчастіше у західній частині Тихого океану, на дні якого є багато тектонічно активних зон.

### Припливи
Припливи та відпливи — це періодичні підвищення та зниження рівня води, які виникають упродовж кожної доби внаслідок дії сили тяжіння Місяця та Сонця на поверхню океану. Середня висота припливу в океані становить 0,5 м. Але залежно від конфігурації дна та берегової лінії, може досягати 18 м.

## Морський лід

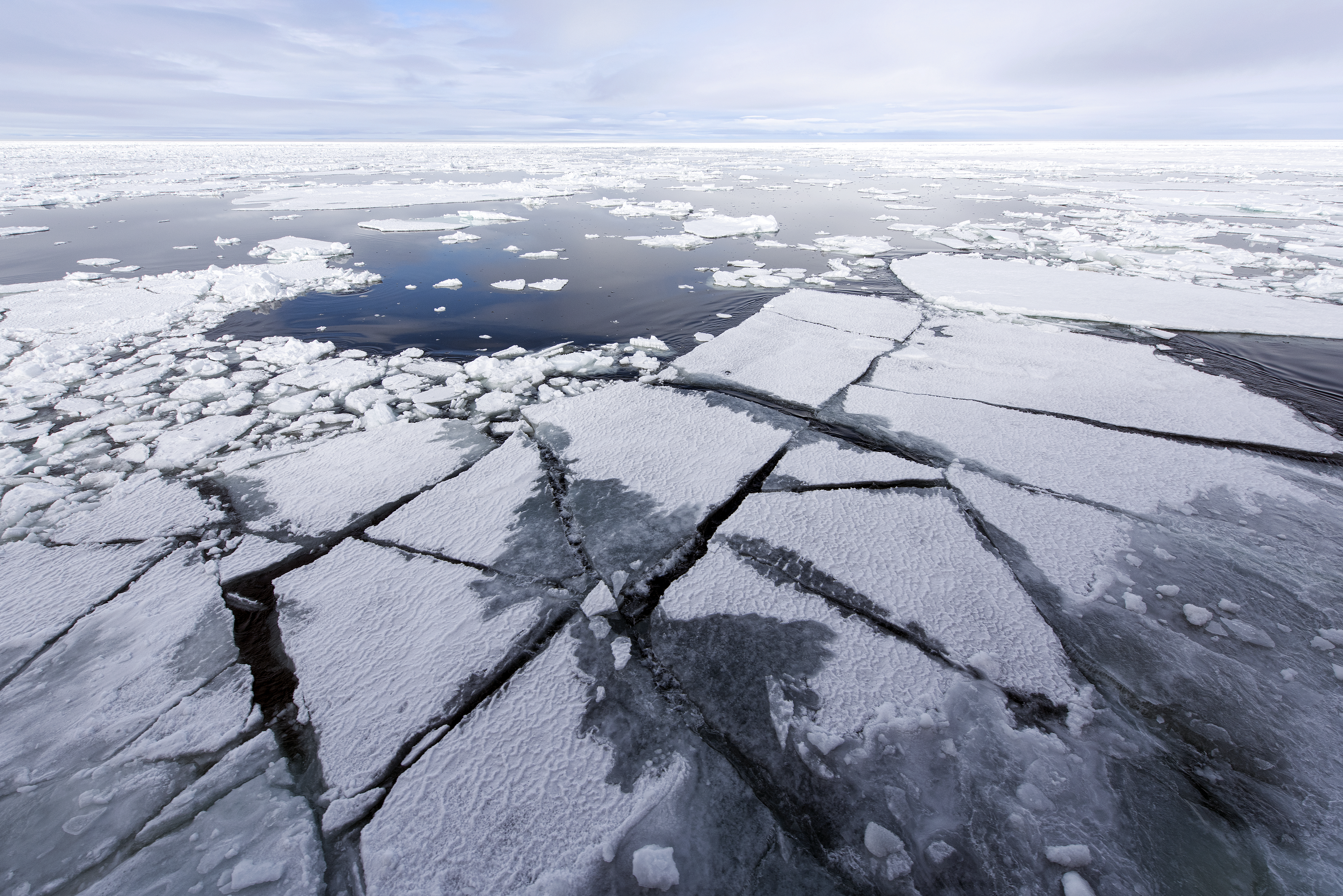
Морський лід

При замерзанні морської води при температурі, нижчій за 0 °C, утворюється морський лід. Здебільшого морський лід з'являється протягом зимових місяців і тане протягом літніх місяців, але в приполярних регіонах залишається цілий рік. Близько 15 % світового океану покриті морським льодом, включаючи постійні й танучи льоди. Він має значний вплив на глобальний клімат. Завдяки великому альбедо, лід відбиває значну кількість сонячних променів у космос, і сприяє підтриманню середньої температури планети. Зміна кількості морського льоду може порушити циркуляцію океану, що призводить до змін глобального клімату.

## Біосферне значення
Від 50 до 80% життя на Землі живе в океані. Організми, що мешкають в океані, поділяються на планктон, нектон і бентос. Більшість біологічних видів океану ще не класифіковано. 78% тваринної біомаси та 14% рослинної мешкає в морському середовищі. Попри це саме океани забезпечують виробництво 50 % кисню у світі та рух поживних речовин. Життя в океані нерівномірно розподілене, залежачи від температури, солоності та доступності світла.

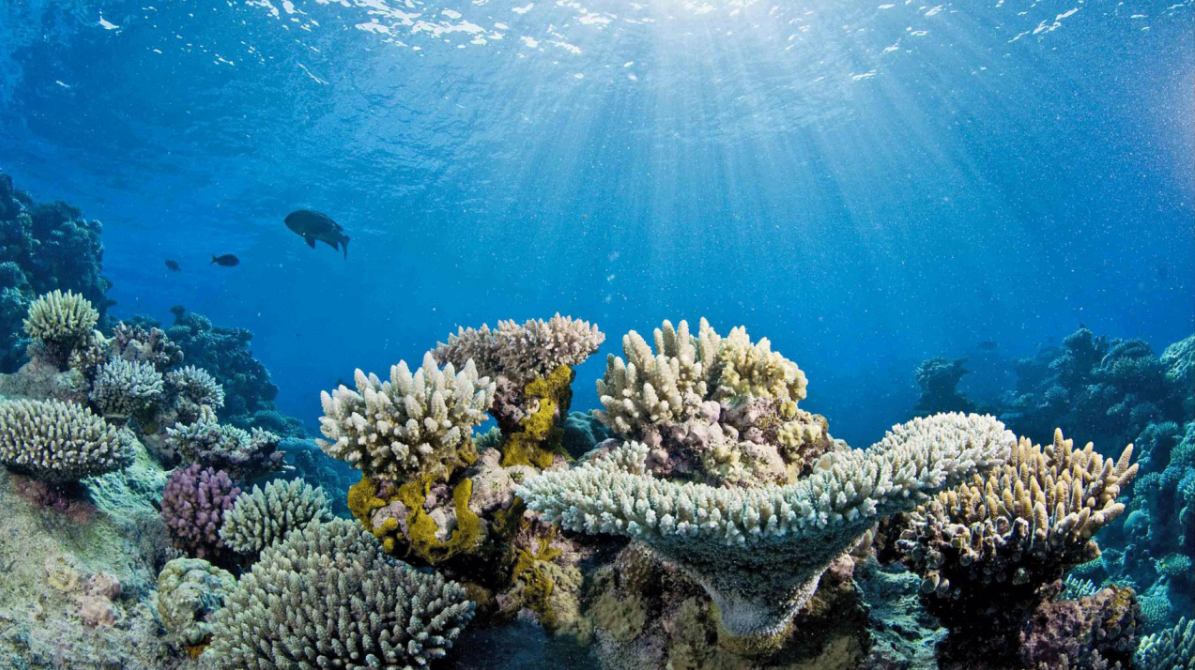
Екосистема коралового рифу

Життя в океані виникло близько 3,5 млрд років тому, а 2,3 млрд років тому у ньому розвинулися фотосинтезуючі організми, які забезпечили насичення атмосфери киснем і зробили можливим аеробне життя на суші.

## Мінеральні ресурси
З морської води видобувають кухонну сіль (третина світового виробництва), магній, калій, бром, деякі мікроелементи (літій, бор).
Під дном Світового океану зосереджена значна кількість корисних копалин. У межах шельфу зосереджені родовища нафти, природного газу, титану, заліза, вугілля, виявлено розсипища олова, ільменіту, рутилу, монациту та ін. У донних відкладах Світового океану є фосфоритові, баритові, залізо-марганцеві конкреції.

## Забруднення і охорона

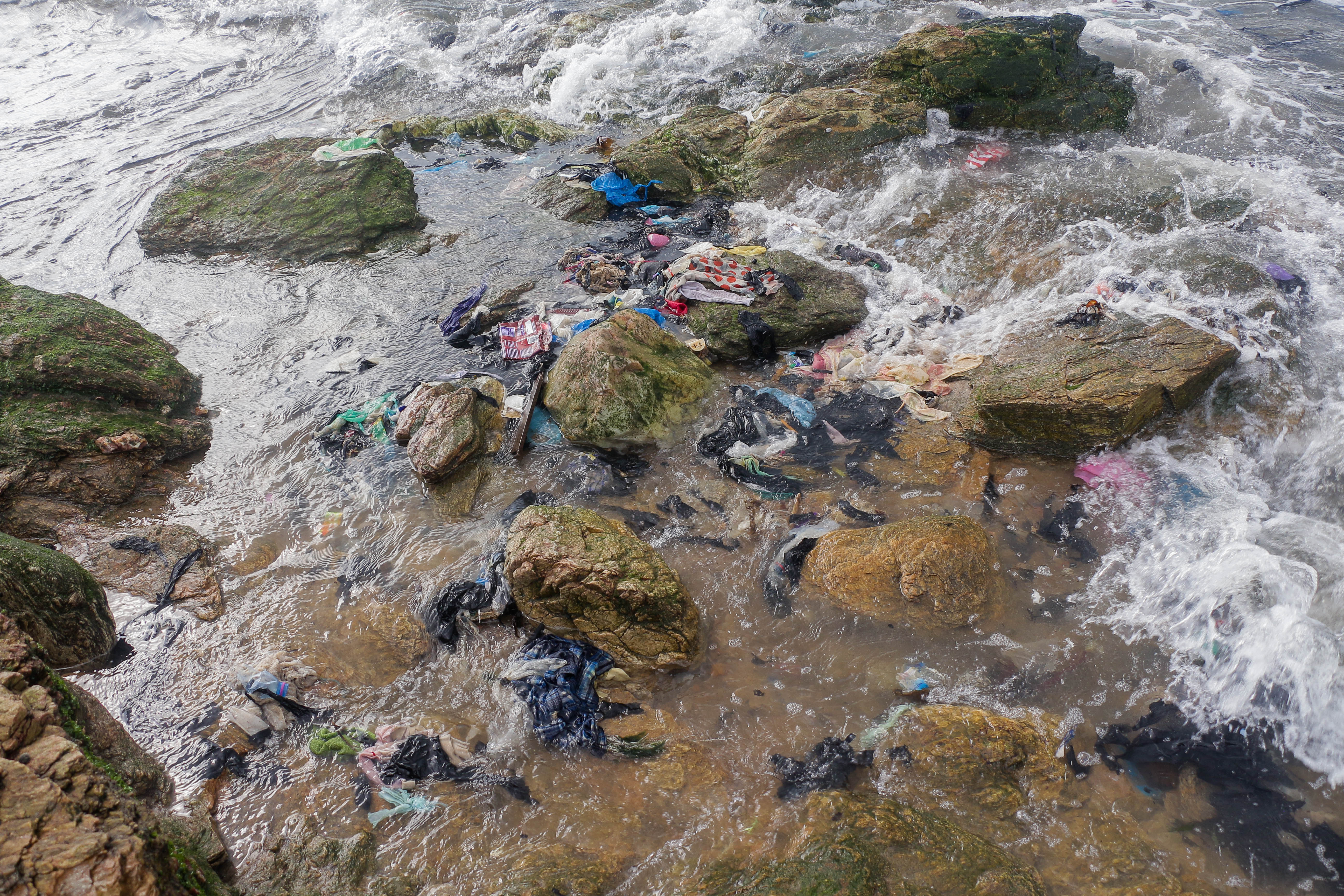
Сміття на березі

Забруднення океану стало суттєвою проблемою в XVIII та XIX ст. З появою фабрик та масовим виробництвом товарів промислові відходи почали потрапляти в сусідні водні шляхи, зрештою опиняючись в океані. Зростання світової торгівлі призвело до збільшення судноплавної діяльності, що призвело до розливів нафти та інших форм забруднення. У 1968 році виявлено, що в океани потрапило понад 100 млн тон відходів. Розливи нафти та поширення пластику — це головні форми забруднення.
Внаслідок людської діяльності у світовому океані накопичується пластик у формі порівняно цілих пластикових виробів (наприклад, пластикової упаковки, тари) і мікроскопічних частинок (мікропластику). У пластикових виробах заплутуються й гинуть морські тварини, він накопичується в їхній травній системі, викликаючи порушення харчової поведінки, запалення, зміну експресії генів, зміни циклу розмноження та розвитку.
Джерел забруднення пластиком багато. Значна частина потрапляє в океан з суші, а решта викидається з кораблів. Це може бути зумисне недбале викидання сміття, або ж наслідки поганого керування відходами: знесення сміття вітром зі звалищ, випадкові розливи або переповнення стічних вод. Річки є головним шляхом потрапляння пластику в океан із суші. Зрештою будь-яке пластикове сміття, що потрапляє в будь-яку частину водозбору через зливові стоки, стічні води, сільськогосподарські або промислові стоки, має шанс потрапити в океан. Морська вода крім того підкислюється через зростання рівня CO2 у атмосфері, що зменшує морське біорізноманіття.

## Міжнародно-правовий режим
Більшість вод світового океану перебувають у статусі «відкритого моря» і не є власністю якої-небудь держави. Ні арешт, ні затримка суден не можуть бути зроблені у відкритому морі. Згідно з міжнародним правом, прибережна держава має суверенні права на дослідження та розробку природних ресурсів континентального шельфу, а також може встановлювати зони безпеки навколо штучних споруд на ньому. Міжнародні морські протоки мають особливий правовий режим. Через протоки встановлюється право мирного проходження для суден усіх держав.